# كولين فلين
كولين فلين (بالإنجليزية: Colleen Flynn)‏ هي ممثلة أمريكية، ولدت في 23 مايو 1962 في نيوجيرسي في الولايات المتحدة.

## وصلات خارجية
- كولين فلين على موقع IMDb (الإنجليزية)
- كولين فلين على موقع قاعدة بيانات الفيلم (الإنجليزية)